# Legion of Boom

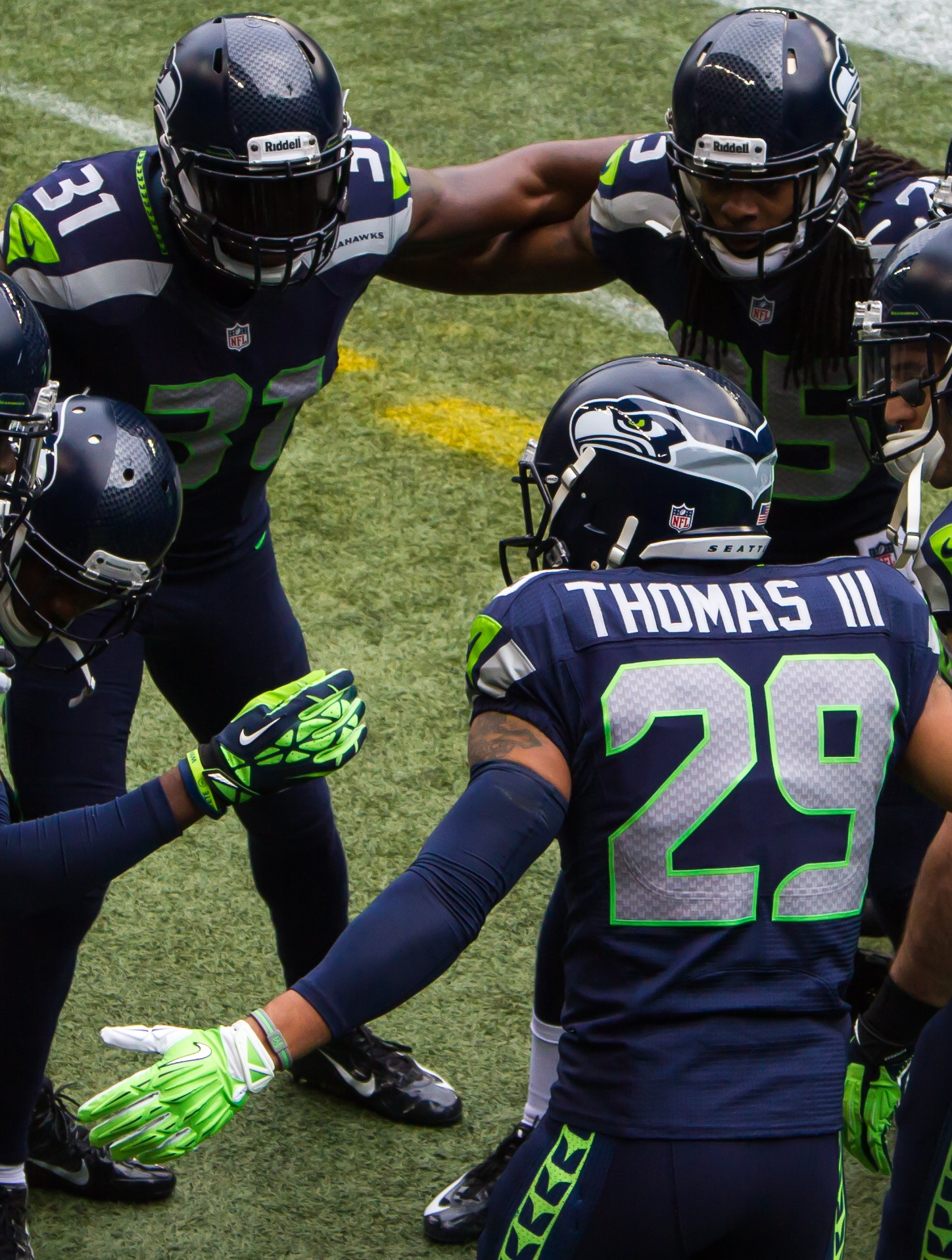
Die Legion of Boom

Legion of Boom bezeichnete zwischen 2012 und 2018 die Secondary der Seattle Seahawks, welche für ihre harte und sehr erfolgreiche Spielweise bekannt wurde. Die Defensive Backs rechtfertigten diesen Titel, indem sie die NFL-Statistiken in unzähligen Kategorien anführten und das Team 2013 und 2014 jeweils in den Super Bowl führte. Die Krönung gelang ihnen mit dem Sieg im Super Bowl XLVIII, in dem sie gegen die statistisch beste Offensive der NFL-Geschichte nur acht Punkte zuließen.

## Hintergrund
Der Name „Legion of Boom“ entstand, als Kam Chancellor am 2. August 2012 beim Besuch eines örtlichen Radiosenders erklärte, dass es zum großen Knall („Boom“) kommt, wenn die Defensive Backs der Seahawks zum Tackling ansetzen. Daraufhin entstand auf Twitter eine öffentliche Diskussion, in welcher mögliche Spitznamen für die hard-hitting Secondary diskutiert wurden. In Anlehnung an eine Gruppe von Superbösewichten aus den DC Comics, welche sich „Legion of Doom“ nennt, entstand der Name „Legion of Boom“. Kurz darauf wurde der Name auch von den Medien aufgegriffen und verbreitete sich über nfl.com und ESPN. ESPN stellte kurz darauf die „Legion of Boom“ auf eine Stufe mit anderen legendären Verteidigungen, wie z. B. die „Monsters of the Midway“ der Chicago Bears der 1940er Jahre oder dem „Steel Curtain“ der Pittsburgh Steelers in den 1970ern.
Mit dem Abgang von Chancellor und Thomas nach der Saison 2018 endete die Ära der Legion of Boom.

## Mitglieder

### Stammmitglieder

#### Kam Chancellor
- Kam Chancellor war mit 1,90 m Körpergröße und einem Gewicht von 105 kg der größte und schwerste Strong Safety in der NFL und bekannt für seine harten Tacklings.[5] Er wurde im Jahr 2010 in der fünften Runde (133. Pick) von den Seattle Seahawks gedraftet.

#### Earl Thomas
- Earl Thomas war mit 1,78 m Körpergröße das kleinste Mitglied der Legion of Boom.[6] Sports Illustrated beschreibt ihn als „großartigen Manndecker, welcher überall auf dem Spielfeld auftaucht und Spielzüge mit absoluter Präzision lesen kann.“ Er wurde als 14. in der ersten Runde des 2010er-NFL-Draft von den Seahawks ausgewählt.[7]

#### Richard Sherman
- Richard Sherman war mit seiner Größe von 1,90 m einer der größten Cornerbacks in der NFL.[8] Er war der 154. Pick in der fünften Runde des NFL Draft 2011. Der Bleacher Report schreibt: „Es ist nicht schlau in seine Richtung zu werfen. Man kann ihn nicht mit bloßer Stärke oder Sprungkraft schlagen. Seine 16 Interceptions in den letzten 2 Jahren bestätigen, dass er Fehler sofort bestraft.“[9]

### Weitere Mitglieder

#### Brandon Browner (2011–2013)
Brandon Browner kam 2011 nach Seattle. Er startete alle 16 Spiele, in denen er 54 Tackles und sechs Interceptions erzielte. 2012 erzielte er in 12 Spielen 44 Tackle, sechs abgewehrte Pässe und drei Interceptions, ehe er wegen Dopings für die letzten vier Saisonspiele gesperrt wurde. 2013 startete er die ersten acht Spiele, ehe er wegen einer Leistenverletzung ausfiel. Bis dahin hatte er 19 Tackles und eine Interception erzielt. 2011 wurde er in den Pro Bowl gewählt.

#### Byron Maxwell (2013–2014)
Byron Maxwell gewann für die letzten fünf Regular-Season-Spiele der Saison 2013 den Starting-Job, in denen er vier Interceptions fing. 2014 war er ebenfalls der Starting-Cornerback und erzielte 50 Tackles, wehrte 13 Pässe ab und fing drei Interceptions.

#### Cary Williams (2015)
Cary Williams ersetzte 2015 Byron Maxwell. Er startete die ersten zehn Spiele als rechter Cornerback, in denen er 46 Tackles erzielte und vier Pässe abwehrte. Zudem erzielte er einen Sack, der einen Fumble erzwang, den Williams für einen Touchdown zurücktrug. Beim elften Saisonspiel wurde Williams von DeShawn Shead ersetzt und am 7. Dezember 2015 von den Seahawks entlassen.

#### DeShawn Shead (2015–2016)
2012 zu den Seahawks gekommen, startete DeShawn Shead 2015 erstmals ein Spiel und fing in dieser Saison auch seine erste Interception. Er erzielte auch 55 Tackles und wehrte vier Pässe ab. Shead wurde am elften Spieltag Teil der Legion of Boom, nachdem er zur zweiten Halbzeit Williams als rechten Cornerback ersetzte. 2016 wurde Shead neben Sherman zum Starting-Cornerback. Er erzielte 81 Tackles und wehrte 14 Pässe ab. Daneben war er auch Kapitän der Special Teams.

#### Shaquill Griffin (2017–2018)
Griffin kam 2017 als Drittrundenpick zu den Seahawks. Er begann die Saison 2017 neben Sherman als einer der beiden Starting-Cornerbacks. Er erzielte 59 Tackles und 15 abgewehrte Pässe in seiner Rookiesaison. Nach dem Abgang von Sherman wechselte Griffin 2018 vom rechten zum linken Cornerback. Hier verschlechterte er sich leicht. Er erzielte 62 Tackles und eine Interception, aber nur acht abgewehrte Pässe.

#### Tre Flowers (2018)
Flowers wurde bereits als Rookie zum Starter auf der Position der rechten Cornerbacks. Der 1,90 m große Flowers wurde auf diese Position erst umtrainiert, nachdem er am College noch Safety spielte. Er erzielte 55 Solo-Tackles, 22 davon in den ersten vier Spielen. Seine statistischen Werte nahmen ab, da von ihm gedeckte Receiver seltener angeworfen wurde, was auch dazu führte, dass er keine Interception fing. Er deckt seine Gegenspieler sehr eng und war in der Saison 2018 der drittbeste Cornerback gegen den Lauf.

#### Bradley McDougald (2017–2018)
McDougald ersetzte 2018 den ausgeschiedenen Chancellor als Strong Safety. Er spielte dabei ab November mit einer angerissenen Patellarsehne. Bereits 2017 hatte er Chancellor für sieben Spiele ersetzt. Insgesamt erzielte er in den beiden Jahren 111 Tackles, 13 abgewährte Pässe und drei Interceptions.

#### Tedric Thompson (2018)
Thompson wurde 2018 nach dem Ausfall von Thomas am vierten Spieltag zum Starter auf der Position des Free Safeties. Der Viertrundenpick aus 2017 kam auf durchschnittlich 60 Snaps pro Spiel. Insgesamt erzielte er 57 Tackles, drei abgewehrte Pässe und eine Interception.

## Erfolge
Nach der NFL-Saison wurden Earl Thomas, Kam Chancellor und Brandon Browner in den Pro Bowl 2012 gewählt. Zusätzlich wurde Earl Thomas als All-Pro geehrt. Brandon Browner war mit 6 Interceptions geteilter vierter Platz unter den Cornerbacks.
Nach der Saison 2012 wurden Earl Thomas und Richard Sherman zum All-Pro ernannt. Sherman beendete die Saison mit den meisten Interceptions (8).
Zusätzlich ließ die Verteidigung der Seahawks die wenigsten gegnerischen Punkte zu und die zweitwenigsten Pass-Touchdowns. Die hervorragende Passverteidigung trug dazu bei, dass u. a. die Teams der Quarterbacks Aaron Rodgers, Tom Brady und Tony Romo besiegt werden konnten.
In dieser Saison gelang der „Legion of Boom“ mit dem Gewinn des ersten Super Bowls (Super Bowl XLVIII) der Franchisegeschichte der ganz große Durchbruch. Von allen Teams der Liga ließen sie die wenigsten Yards und Pass-Touchdowns zu und bildeten die beste Defensive der NFL. Richard Sherman hatte erneut die meisten Interceptions der NFL (8). Zusätzlich waren die Seahawks das Team mit den meisten Interceptions. Richard Sherman und Earl Thomas wurden in das erste All-Pro Team gewählt, Kam Chancellor in das Zweite. Im Super Bowl XLVIII gaben sie gegen die Offensive der Denver Broncos um Quarterback Peyton Manning, die in der Regular Season historische Bestmarken in Punkten (606) und Touchdowns (76) erzielt hatten, lediglich 8 Punkte ab. Zusätzlich gelangen zwei Interceptions und zwei Fumbles.
Seit 2011 wurden somit in jedem Jahr mindestens drei Mitglieder der „Legion of Boom“ zum All-Pro oder in den Pro Bowl gewählt.
Auch in dieser Saison zeichnete sich die Legion als beste Defensive der Liga aus und erreichte den Super Bowl XLIX. Die Titelverteidigung gelang jedoch trotz eines Zehn-Punkte-Vorsprungs im vierten Quarter und zweier Interceptions gegen Tom Brady nicht, und die Seahawks verloren mit 24:28 gegen die New England Patriots.
Der Start in die Saison war holprig, als Kam Chancellor die Saisonvorbereitung und die ersten zwei Saisonspiele, die auch prompt verloren wurden, aus persönlichen Gründen aussetzte. Am dritten Spieltag kehrte er zurück und vervollständigte die Legion of Boom, wobei den Chicago Bears nur 146 Yards Raumgewinn und null Punkte gelangen. Obwohl sie in dieser Saison nicht ganz so dominant wie in den Jahren zuvor auftraten, ließen sie im vierten Jahr in Folge die wenigsten gegnerischen Punkte aller NFL-Teams zu, und Thomas, Sherman und Chancellor wurden erneut in den Pro Bowl gewählt.
In seiner Rede im heimischen CenturyLink Field nach dem Super-Bowl-Sieg bezeichnete Richard Sherman die komplette Verteidigung der Seattle Seahawks als „Legion of Boom“.

## Statistiken
| Saison | Passing Yards | Rang | Punkte zugelassen | Rang | Passing Touchdowns | Rang | Interceptions | Rang |
| ------ | ------------- | ---- | ----------------- | ---- | ------------------ | ---- | ------------- | ---- |
| 2011   | 3.518         | 11.  | 315               | 7.   | 18                 | 6.   | 22            | 4.   |
| 2012   | 3.250         | 6.   | 245               | 1.   | 15                 | 2.   | 18            | 8.   |
| 2013   | 2.751         | 1.   | 231               | 1.   | 16                 | 2.   | 28            | 1.   |
| 2014   | 2.970         | 1.   | 254               | 1.   | 17                 | 2.   | 13            | 18.  |
| 2015   | 3.364         | 2.   | 277               | 1.   | 14                 | 1.   | 14            | 13.  |
| 2016   | 3.612         | 8.   | 292               | 3.   | 16                 | 3.   | 11            | 21.  |
| 2017   | 3.347         | 6.   | 332               | 13.  | 19                 | 7.   | 14            | 14.  |
| 2018   | 3.842         | 17.  | 347               | 11.  | 26                 | 14.  | 12            | 18.  |